# JUSTICE (PEARLのアルバム)
『JUSTICE』（ジャスティス）は、PEARLのアルバム。

## 概要
1年2ヶ月ぶりにリリースされた田村直美ソロプロジェクト期第二弾アルバム。「GLORY & POWER」は外国人クリエイターによる作曲で、この楽曲を手掛けた1人であるDennis Belfieldは田村直美名義の楽曲「ONE」をJoey Carboneと共に作曲提供している。

## 批評
CDジャーナルは「適度にポップでメロディアス、またその料理の仕方もワンパターンではなく、新しいアプローチがかいま見える。そして田村のヴォーカルは伸びやかで、楽しげ」と評した。

## 収録曲
1. MARQUEE MOON
2. WORKIN' LIKE A DOG
3. 口唇に気高さを
4. CLYING BIRD
5. QUALITY OF LIFE
6. NEVER KEEP ME OUT
7. TAPESTRY
8. GLORY & POWER
9. IMAGINATION
10. TIME GOES ON
11. BELL
12. FIREFLY

作詞：田村直美　編曲：月光恵亮・須貝幸生・神長弘一(#ALL)
作曲：田村直美(#1 - 7, 9 - 12)、BRIAN X・Dennis Belfield(#8)

## レコーディング参加
- 神長弘一（ESSEX） - ギター、コーラス
- 須貝幸生（ESSEX） - ベース